# Regiunea Anatolia de Sud-Est

Situarea Regiunii Anatolia de Sud-Est

Regiunea Anatolia de Sud-Est (Güneydoğu Anadolu Bölgesi) este una din cele 7 regiuni ale Turciei.

## Provincii

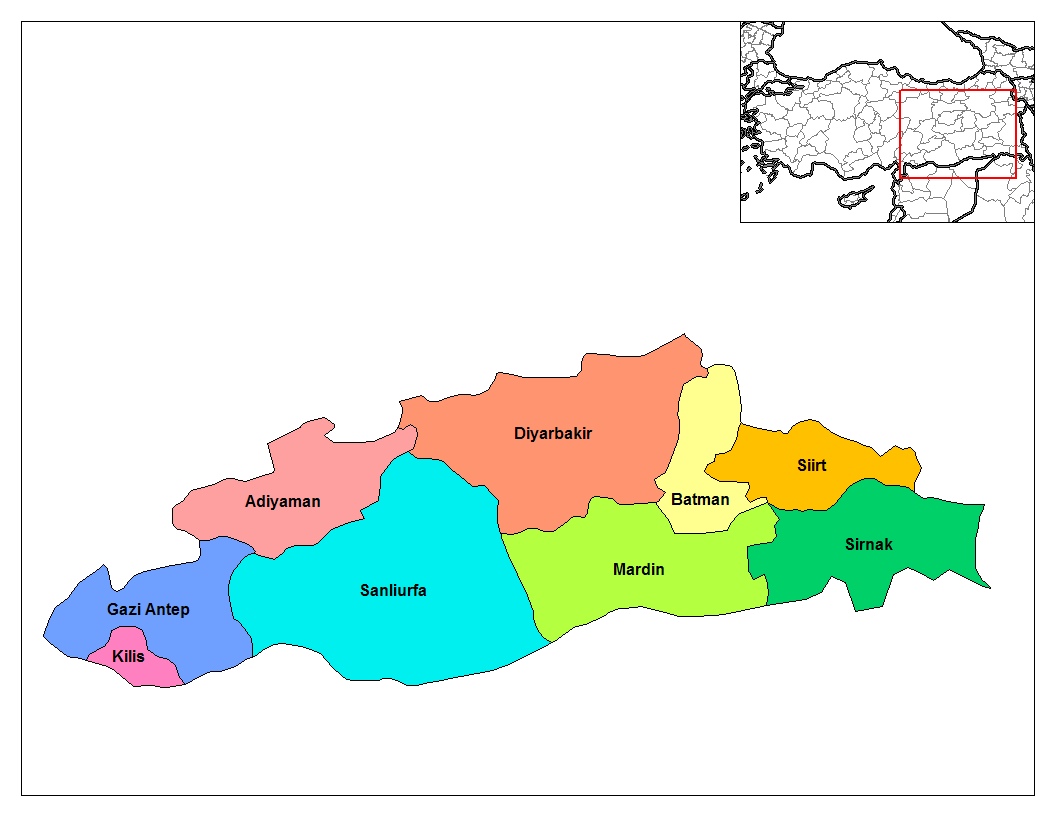
Regiunea Anatolia de Sud-Est

- Provincia Adıyaman
- Provincia Batman
- Provincia Diyarbakır
- Provincia Gaziantep
- Provincia Kilis
- Provincia Mardin
- Provincia Șanlıurfa
- Provincia Siirt
- Provincia Șırnak